# Œting
Œting – miejscowość i gmina we Francji, w regionie Grand Est, w departamencie Mozela.
Według danych na rok 1990 gminę zamieszkiwało 1920 osób, a gęstość zaludnienia wynosiła 437 osób/km² (wśród 2335 gmin Lotaryngii Œting plasuje się na 220. miejscu pod względem liczby ludności, natomiast pod względem powierzchni na miejscu 1065.).